# Norgesmesterskapet 1940
La Norgesmesterskapet 1940 di calcio fu la 39ª edizione del torneo. La squadra vincitrice fu il Fredrikstad, che vinse la finale contro lo Skeid con il punteggio di 3-0.
A differenza del campionato la coppa, più facilmente organizzabile per la sua formula a singole gare secche, continuò nonostante l'invasione nazista. Furono le stesse squadre a boicottare e far annullare le edizioni successive, quando il governo fascista di Vidkun Quisling mise le mani sulla Federazione calcistica.

## Risultati

### Terzo turno
| Squadra 1   | Risultato | Squadra 2    |
| ----------- | --------- | ------------ |
| Rollon      | 0 - 2     | Aalesund     |
| Brann       | 1 – 0     | Årstad       |
| Djerv 1919  | 2 - 3     | Drafn        |
| Fredrikstad | 8 – 1     | Nydalen      |
| Freidig     | 3 - 7     | Kvik         |
| Frigg       | 7 – 1     | Lisleby      |
| Gimsøy      | 1 - 2     | Mjøndalen    |
| Gjøvik-Lyn  | 3 – 2     | Gjøa         |
| Start       | 1 – 0     | Grane        |
| Moss        | 3 – 1     | Skiens-Grane |
| Kvik Halden | 1 - 6     | Lyn Oslo     |
| Lillestrøm  | 2 – 0     | Pors         |
| Neset       | 3 – 1     | Ranheim      |
| Skiold      | 1 - 2     | Sarpsborg    |
| Skeid       | 3 – 0     | Snøgg        |
| Stavanger   | 1 - 3     | Viking       |

### Quarto turno
| Squadra 1 | Risultato | Squadra 2   |
| --------- | --------- | ----------- |
| Drafn     | 1 - 2     | Aalesund    |
| Brann     | 0 - 7     | Moss        |
| Frigg     | 0 - 1     | Fredrikstad |
| Kvik      | 1 - 3     | Neset       |
| Lyn Oslo  | 3 – 0     | Lillestrøm  |
| Sarpsborg | 1 – 0     | Gjøvik-Lyn  |
| Mjøndalen | 0 - 2     | Skeid       |
| Viking    | 5 – 0     | Start       |

### Quarti di finale
| Squadra 1   | Risultato      | Squadra 2 |
| ----------- | -------------- | --------- |
| Skeid       | 3 – 2          | Aalesund  |
| Fredrikstad | 10 – 0         | Viking    |
| Moss        | 1 – 1 (d.t.s.) | Lyn Oslo  |
| Neset       | 1 - 6          | Sarpsborg |

#### Ripetizione
| Squadra 1 | Risultato | Squadra 2 |
| --------- | --------- | --------- |
| Lyn Oslo  | 1 - 2     | Moss      |

### Semifinali
| Squadra 1 | Risultato | Squadra 2   |
| --------- | --------- | ----------- |
| Sarpsborg | 0 - 1     | Fredrikstad |
| Skeid     | 6 – 3     | Moss        |

### Finale
| Arbitro: | Nordbø |

|                                      |           |  |
| Ileby 36’, 51’ Brynildsen 70’ (rig.) | Marcatori |  |

#### Formazioni
| Fredrikstad |  |                   |
|             |  |                   |
|             |  | Hans Hansen       |
|             |  | Rolf Johannessen  |
|             |  | Bjørn Berger      |
|             |  | Gunnar Andreassen |
|             |  | Håkon Johannessen |
|             |  | Reidar Olsen      |
|             |  | Thorleif Larsen   |
|             |  | Bjørn Spydevold   |
|             |  | Knut Brynildsen   |
|             |  | Kjell Moe         |
|             |  | Arne Ileby        |